# Saint-Jacques-de-Néhou
Saint-Jacques-de-Néhou település Franciaországban, Manche megyében. Lakosainak száma 629 fő (2022. január 1.). Saint-Jacques-de-Néhou Besneville, Bricquebec-en-Cotentin, Fierville-les-Mines, Néhou, Saint-Sauveur-le-Vicomte és Sault községekkel határos.

## Népesség
A település népessége az elmúlt években az alábbi módon változott:
| Lakosok száma | 520  | 446  | 419  | 471  | 575  | 592  | 608  | 619  | 625  | 629  |
|               | 1968 | 1982 | 1990 | 2006 | 2013 | 2015 | 2017 | 2019 | 2020 | 2022 |